# Аргіта Даудзе
Аргі́та Да́удзе (Argita Daudze; *18 лютого 1962) — латвійський дипломат. Надзвичайний та Повноважний Посол Латвійської Республіки в Україні

## Життєпис
Народилася 18 лютого 1962 року. У 1985 році закінчила Латвійський державний університет, учитель історії та соціології. У 1995 році закінчила Латвійський університет, факультет політології в міжнародних відносинах.
У 1985—1988 рр. — учитель історії Ризької школи № 41.
У 1988 р. — перекладач виробничої асоціації «Silava».
У 1988—1990 рр. — співробітник Латиського міжнародного товариства дружби.
У 1990—1991 рр. — секретарка латисько-шведського товариства.
У 1991—1992 рр. — головний експерт Політичного відділу Міністерства Закордонних Справ Латвійської Республіки.
У 1992—1993 рр. — виконавчий директор, директор Північноєвропейського відділу Міністерства закордонних справ Латвії.
У 1993—1994 рр. — керівник Відділу Північно-європейських країн Міністерства Закордонних Справ Латвії.
У 1994—1995 рр. — директор Першого політичного відділу Міністерства Закордонних Справ Республіки Латвії.
У 1995—1996 рр. — Адвокат Президента Латвії у закордонних справах.
У 1996—1999 рр. — адвокат Посольства Латвії в Королівстві Норвегія.
У 1999—2002 рр. — Директор Другого політичного відділу Міністерства Закордонних Справ Республіки Латвії.
У 2002—2006 рр. — адвокат Посольства Латвії в Російській Федерації, представник Посла Латвії в Росії.
У 2006—2011 рр. — Надзвичайний і Повноважний Посол Латвії в Празі Чеській Республіці.
У 2011—2016 рр. — Надзвичайний та Повноважний Посол Латвійської Республіки в Києві Україна.